# Paula Devicq
Paula Michelle Devicq est une actrice canadienne, connue pour son rôle de Kirsten Bennett dans la série télévisée La Vie à cinq souligné d'un Golden Globe,, rôle qu'elle a joué entre 1994 et 2000.

## Vie et carrière
Devicq est née à Edmonton, en Alberta.
Elle a commencé sa carrière de mannequin à l'âge de 18 ans. Elle a principalement travaillé à New York et à Paris, où elle était représentée par les agences de mannequins Ford et Elite. Elle a ensuite fait la couverture de magazines et participé à de grandes campagnes publicitaires pour des sociétés comme Estée Lauder.
Elle campe le rôle de l'assistante du procureur Cynthia Bennington dans la série éphémère mais acclamée par la critique de la chaîne A&E, 100 Centre Street, avec Alan Arkin et réalisée par Sidney Lumet,. Elle tient ensuite un rôle récurrent dans Rescue Me et, plus tôt dans sa carrière, elle a joué dans le téléfilm Wounded Heart, un drame émotionnel se déroulant au Texas, où elle campe le rôle d’une jeune femme trouvant l'amour lors de son retour dans sa ville natale pour voir son père malade. Originaire d'Edmonton et de Vancouver, elle pratique le patinage artistique deux heures par jour avant et après l'école. Elle apparaît dans les longs métrages Forbidden Love, avec Andrew McCarthy et Richard Chamberlain, et Arbitrage, avec Richard Gere et Susan Sarandon. Elle a également tenu le rôle de Kirsten Benett dans La vie à cinq pendant six saisons.

## Filmographie
| Année     | Titre                        | Rôle                  | Notes                                          |
| --------- | ---------------------------- | --------------------- | ---------------------------------------------- |
| 1994–2000 | La vie à cinq                | Kirsten Bennett       | 89 épisodes                                    |
| 1995      | Wounded Heart                | Tracy Lance           | Téléfilm, crédit sous Paula DeVicq             |
| 1997      | Dinner and Driving           | Laura                 |                                                |
| 1999      | Kill the Man                 | Vicki Livingston      |                                                |
| 1999      | La mariée est en fuite       | Paula                 |                                                |
| 2001–2002 | 100 Centre Street            | Cynthia Bennington    | 12 épisodes                                    |
| 2004      | The Breakup Artist           | Teresa                |                                                |
| 2004      | The Grid                     | Jane McCann           | Mini-série télévisée Nombre d’épisodes inconnu |
| 2004      | The Coven                    | Kate Moore            | TV                                             |
| 2004–2005 | Rescue Me                    | Sondra                | 6 épisodes                                     |
| 2005      | His and Her Christmas        | Vicki                 |                                                |
| 2005      | Law & Order                  | Miranda Shea          | 1 épisode                                      |
| 2006      | Mr. Gibb                     | Holly Cooper          |                                                |
| 2007      | Law & Order: Criminal Intent | Christine Mayfield    | 1 épisode                                      |
| 2008      | Pinion                       | Lynn                  |                                                |
| 2010      | First Dog                    | Vicky Ann             |                                                |
| 2011      | Forbidden Love               | Jennifer              |                                                |
| 2011      | A Gifted Man                 | Dr Elizabeth Salinger | 1 épisode                                      |
| 2011      | Arbitrage                    | Cindy                 |                                                |
| 2012      | Making Angels                | Lydia                 |                                                |
| 2015      | The Amazing Wizard of Paws   | Sandra                |                                                |